# Carlo Maria Viganò
Carlo Maria Viganò (Varese, 16 de enero de 1941) es un arzobispo católico italiano excomulgado.
Desempeñó diversos cargos dentro de la curia romana, el último de los cuales fue como nuncio apostólico en Estados Unidos de 2011 a 2016. Es considerado como uno de los principales críticos del pontificado del papa Francisco.
El 4 de julio de 2024, el Dicasterio para la Doctrina de la Fe declaró la excomunión latae sententiae, al ser declarado culpable del delito de cisma.

## Biografía

### Familia
Nació el 16 de enero de 1941, en la ciudad italiana de Varese. Hijo de una familia adinerada cuyo padre (fallecido en 1961) era un industrial del acero. Tiene varios hermanos y hermanas, incluido un hermano sacerdote jesuita, Lorenzo, y una hermana, Rosanna. Su sobrino Carlo Maria Polvani, es sacerdote y fue subsecretario adjunto del Pontificio Consejo de la Cultura.
La importante herencia paterna, inicialmente gestionada de forma conjunta, dará lugar más tarde a procesos entre los hermanos.

### Formación
Estudió Filosofía (1962-1963) y Teología (1965-1969), en la Pontificia Universidad Gregoriana. Luego, residió como alumno en el Almo Collegio Capranica. Continuó sus estudios, obteniendo el doctorado in utroque jure (tanto en derecho canónico como civil).
Asistió a la Academia Pontificia Eclesiástica, donde cursó estudios en diplomacia eclesiástica.
Además de italiano, habla francés, español e inglés.

### Sacerdocio
Su ordenación sacerdotal fue el 24 de marzo de 1968, a manos del obispo Carlo Allorio; incardinándose en la diócesis de Pavía.
Ingresó al servicio diplomático de la Santa Sede en 1973. Trabajó en las nunciaturas en Irak y Kuwait y Reino Unido. De 1978 a 1989 trabajó en la Secretaría de Estado de la Santa Sede.
El 4 de abril de 1989, fue nombrado enviado especial y observador permanente de la Santa Sede ante el Consejo de Europa en Estrasburgo.

## Episcopado

### Nunciatura en Nigeria
El 3 de abril de 1992,  el papa Juan Pablo II lo nombró arzobispo titular de Ulpiana y pro-nuncio apostólico en Nigeria. Fue consagrado el 26 de abril del mismo año, en la Basílica de San Pedro, a manos del mismo papa.

### Jefe de personal del Vaticano
El 4 de abril de 1998, fue nombrado delegado de las representaciones pontificias dentro de la Secretaría de Estado de la Santa Sede, lo que lo convirtió en el jefe de personal de la curia romana.

### Gobernación de la Ciudad del Vaticano
El 26 de julio de 2009, el papa Benedicto XVI lo nombró secretario general de la Gobernación del Estado de la Ciudad del Vaticano.
En 2010, Viganò propuso que la Ciudad del Vaticano abandonara el euro para evitar nuevas regulaciones bancarias. El Vaticano rechazó su propuesta y aceptó los controles requeridos, así como regulaciones bancarias más estrictas.
Cuestionó al cardenal Tarcisio Bertone, entonces secretario de Estado. En algunas de estas cartas, Viganò se queja de que fue trasladado en 2011 como nuncio apostólico a Washington. Otros documentos evocan conflictos internos por la supervisión del Instituto de Obras de Religión (IOR, Banco Vaticano), cuyo presidente Ettore Gotti Tedeschi, acusado de "mal gobierno", fue destituido. Como se ha dicho, en 2011 fue nombrado nuncio apostólico en EE. UU.[cita requerida]

### Nunciatura en Estados Unidos
El 19 de octubre de 2011, fue nombrado nuncio apostólico en Estados Unidos. Durante su cargo dirigió investigaciones sobre abusos sexuales a niños por parte de sacerdotes católicos. El 12 de abril de 2016, el papa Francisco aceptó su renuncia como nuncio apostólico en los Estados Unidos, nombrando a su sucesor al mismo tiempo.

## Carta de agosto de 2018
El 25 de agosto de 2018, Viganò publicó una carta de 11 páginas que está dividida en dos partes:
En la primera describe una serie de advertencias al Vaticano sobre el cardenal Theodore McCarrick y su conducta inapropiada con menores:
"Mi conciencia me impone revelar esas verdades relacionadas con el tristísimo caso del arzobispo emérito de Washington Theodore McCarrick, de las que tuve conocimiento durante los cargos que me fueron confiados: por san Juan Pablo II como Delegado de las Representaciones Pontificias de 1998 a 2009, y por el Papa Benedicto XVI como Nuncio Apostólico en los Estados Unidos de América del 19 de octubre de 2011 a finales de mayo de 2016."
En la segunda parte expresa una serie de críticas al papa Francisco con relación al asunto de McCarrick:
"Mi conciencia me obliga también a revelar hechos que he vivido en primera persona relacionados con el Papa Francisco, que tienen un significado dramático y que, como obispo que comparte la responsabilidad colegial de todos los obispos hacia la Iglesia universal, no me permiten callar, y que aquí afirmo, dispuesto a confirmarlos bajo juramento llamando a Dios como mi testigo."
"La mañana del jueves 20 de junio de 2013 me dirigí a la Domus Sanctae Marthae, para unirme a mis compañeros, que estaban allí alojados. En cuanto entré en el hall me encontré con el cardenal McCarrick, revestido con el hábito talar con esclavina fileteada. Le saludé con respeto, como había hecho siempre. Él me dijo
inmediatamente, con un tono entre ambiguo y triunfante: “El Papa me ha recibido ayer; mañana me voy a China”.
Entonces no sabía nada de su larga amistad con el cardenal Bergoglio y del importante papel que había jugado en su reciente elección, como el mismo McCarrick reveló al cabo de un tiempo en una conferencia que dio en la Villanova University y en una entrevista al Catholic National Reporter; tampoco había pensado nunca en el hecho de que había participado en los encuentros preliminares del reciente cónclave, y en el papel que había podido tener como elector en el cónclave de 2005. Por eso no capté inmediatamente el significado del mensaje encriptado que McCarrick me había lanzado; mensaje que se hizo evidente para mí en los días inmediatamente sucesivos."
"Francisco está abdicando del mandato que Cristo dio a Pedro de confirmar a sus hermanos. Es más, con acción los ha dividido, los induce en error, anima a los lobos a seguir destrozando a las ovejas de la grey de Cristo.
En este momento extremamente dramático para la Iglesia universal tiene que reconocer sus errores y, en coherencia con el proclamado principio de tolerancia cero, el Papa Francisco tiene que ser el primero en dar ejemplo a los cardenales y obispos que han encubierto los abusos de McCarrick y tiene que dimitir con todos ellos.
¡Aun en el desconcierto y en la tristeza por la gravedad de todo lo que está sucediendo, no perdamos la esperanza! Sabemos bien que la gran mayoría de nuestros pastores viven con fidelidad y dedicación su vocación sacerdotal."

## Carta de marzo de 2021
En marzo de 2021 publicó una carta denunciando los intereses ocultos de la pandemia del Covid-19 (a la que él llama pseudopandemia):
"Lo que hemos aprendido hasta ahora sobre la pseudopandemia nos da la imagen de una realidad perturbadora y de una conspiración criminal aún más inquietante urdida por mentes extraviadas. Esta realidad, sin embargo, no es tomada en cuenta por aquellos que, hipnotizados por el adoctrinamiento de los medios de comunicación, persisten en considerar una gripe estacional grave como un flagelo pandémico, como ineficaces las curas conocidas, y las llamadas vacunas, que son ciertamente inútiles y dañinas, como nada menos que milagrosas."
"Sabemos qué conflictos macroscópicos de interés existen entre las compañías farmacéuticas y los organismos responsables de su control: en muchos casos, los empleados de estas empresas han pasado por las entidades que deben aprobar y autorizar el uso de medicamentos, y es difícil imaginar que ellos – que a menudo siguen teniendo vínculos profesionales con Big Pharma – tuvieran la libertad de hacer una evaluación justa y prudente."
"Sabemos que, desafiando cualquier principio legal y la protección de la población, las compañías farmacéuticas han exigido inmunidad total por los daños y perjuicios que puedan producir a los pacientes, a quienes se les pide que firmen un formulario de exculpación junto con su consentimiento informado."
"También sabemos quiénes son los principales beneficiarios de la pandemia, en términos económicos: los usurpadores de los bancos, que tienen el poder de mantener a flote a las empresas ideológicamente alineadas, y al mismo tiempo hacer fracasar a las pequeñas empresas si son un obstáculo molesto para el establecimiento del Nuevo Orden Mundial."

## Actividad posterior
El 14 de octubre de 2019, la Iglesia greco-católica ucraniana ortodoxa, un grupo sedevacantista excomulgado que se escindió de la Iglesia greco-católica ucraniana, anunció la elección del arzobispo Carlo Maria Viganò como su papa. No está claro si Carlo Maria Viganò aceptó el resultado de esta elección.
El 19 de noviembre de 2019, Viganò público un artículo acusando al papa Francisco de apostasía, alegando que ha respaldado una nueva religión mundial al apoyar la construcción de la Casa de la Familia Abrahámica en Abu Dabi. Este edificio incluye un respectivo templo para el judaísmo, islam y cristianismo. Sin embargo, estas acusaciones carecen de fundamento, ya que no se está promoviendo ninguna nueva religión y el papa no ha aprobado una "neo-religión mundial". También critica el documento sobre la Fraternidad Humana acusando al papa de apostasía y de estar influido por un neomodernismo panteísta y agnóstico. Viganò se refiere por primera vez al papa Francisco de manera despectiva como "Papa Bergoglio", insinuando que lo considera inválido, un término utilizado por quienes lo ven como un antipapa. Además, se demostró contrario al Concilio Vaticano II y sus enseñanzas, describiendo sus frutos como "envenenados", posicionándose en desacuerdo con las enseñanzas de la Iglesia católica.
En diciembre de 2019, intensificó sus críticas al referirse al papa Francisco despectivamente como "Sumo Pontífice Bergoglio". Acusó al papa de destruir la estructura de la Sede de Pedro, abusar de su autoridad, cometer actos de herejía y practicar la idolatría. Además, lo acusó de distorsionar la Iglesia con mentiras y autoexaltación, y de mostrar desdén hacia la figura de María, propagando un magisterio que considera falso. Argumentó que estas acciones conllevarían la excomunión automática del papa Francisco bajo las disposiciones del derecho canónico. También volvió a criticar el Vaticano II y sus reformas, especialmente la reforma litúrgica del rito romano.
En abril de 2020, acusó a Francisco de desautorizarse como vicario de Cristo, interpretando cambios menores en el Anuario Pontificio como una negación del papado. Desde entonces se refiere a Francisco rara vez por su nombre papal o como "el papa", generalmente persiste en llamarlo simplemente "Bergoglio", reforzando su postura de rechazo.
El 7 de junio de 2020, publicó una carta dirigida al entonces presidente de los Estados Unidos, Donald Trump, criticando el confinamiento por la pandemia de COVID-19, justificando la represión de las manifestaciones contra el racismo en el país y sosteniendo que Trump era víctima de un «complot político» tras la ola de protestas por la muerte de George Floyd. Esta carta fue elogiada por Trump en su cuenta del entonces Twitter el 11 de junio de ese año.
El 14 de junio, el arzobispo Viganò escribió una carta a Maria Guarini, editora del sitio web Chiesa e postconcilio, en la que criticó severamente el Concilio Vaticano II. Señaló que las enseñanzas del Vaticano II contienen proposiciones heréticas y deberían ser condenadas, negando implícitamente la infalibilidad de los Concilios Ecuménicos, enseñada por el Concilio Vaticano I, que sostiene que tanto el papa como el cuerpo de obispos, en comunión con él, están preservados de errores graves en cuestiones de fe y moral.
El 3 de julio de 2020, moderó un poco su postura respecto al Concilio Vaticano II, considerándolo válido pero con enseñanzas heréticas. Criticó al Vaticano II por supuestamente actuar con malicia y subversión, aseverando que los padres conciliares fueron engañados y que la etiqueta de "concilio" no refleja su contenido verdadero. No obstante, argumentó que el Vaticano II debería ser eliminado del catálogo de concilios válidos.
Viganò participó en un simposio el 30 de mayo de 2021 en Venecia. En este evento, Viganò expresó posiciones antivacunas, a pesar de que Trump, a quien apoya, promovió fervientemente las vacunas, llamándose a sí mismo el "Padre de las vacunas" y lanzó la Operación Warp Speed.
En julio de 2021, en respuesta al motu proprio Traditionis custodes que imponía restricciones al Vetus Ordo, Viganò calificó a Francisco como un "papa no católico".
El 7 de marzo de 2022, publicó un manifiesto justificando la invasión rusa de Ucrania[cita requerida] y abogando por una alianza entre Estados Unidos, Europa y Rusia para reconstruir una "civilización cristiana". El 16 de marzo elogió la fundación del Movimiento Internacional de Rusófilos en una nueva carta abierta, describiendo a Rusia como "el último bastión de la civilización contra la barbarie". Desestimó la pandemia de Covid-19 como una farsa y la crisis ucraniana como una "emergencia deliberadamente provocada". Acusó a figuras como George Soros, Klaus Schwab y Bill Gates de conspirar para controlar el mundo, vinculando estas teorías con intentos de impedir la reelección de Trump en 2020 y forzar la renuncia de Benedicto XVI en 2013. El manifiesto generó duras críticas por parte de muchos comentaristas católicos, incluidos algunos que anteriormente habían apoyado los ataques de Viganò contra el papa.
En julio de 2023, estableció la asociación Exsurge Domine, dirigida a apoyar a clérigos, laicos y religiosos tradicionalistas que han sido sancionados por la jerarquía católica debido a su desobediencia.
El 13 de junio de 2023, el arzobispo Viganò expresó una crítica hacia el consistorio programado para el 30 de septiembre de 2024, en el cual se nombrarían 21 nuevos cardenales. Viganò sostiene que el Colegio Cardenalicio, mayoritariamente influenciado por el papa Francisco, no elegirá a un papa conservador ni siquiera moderadamente progresista. Sostiene que el papa está fomentando un cisma al promover individuos dentro de la curia romana que podrían dañar a la Iglesia. El arzobispo argumenta que las restricciones impuestas al misal de 1962 son un intento deliberado de confinar a los conservadores y tradicionalistas, eventualmente forzándolos a unirse a grupos como la Fraternidad Sacerdotal San Pío X, entidad que podría eventualmente distanciarse de la Iglesia y enfrentar la excomunión. Alega que muchos de los cardenales «no son católicos» y representan el modernismo. En particular, condena la designación de Víctor Manuel Fernández como cardenal y responsable del Dicasterio para la Doctrina de la Fe, viendo en esto un instrumento para promover herejías y desviaciones morales mientras se reprime a los críticos del papa. En sus declaraciones, Viganò llega a afirmar que «Fernández es a Bergoglio lo que Zelenskyy es a Biden: son marionetas en manos de marionetas».
Cuestionó en octubre de 2023 la "Aceptación Pacífica Universal" (APU) del papa defendida por el obispo Atanasio Schneider. Argumentó que la historia no respalda la APU como criterio infalible de legitimidad papal, citando incorrectamente el cisma de Occidente. Afirmó que hubo un consenso mayoritario a favor del antipapa Clemente VII, cuando en realidad Urbano VI fue mayormente reconocido como el papa legítimo. También malinterpretó la APU al sugerir que implica un consenso total de todos los fieles, en lugar de una mayoría de obispos.
En diciembre de 2023, anunció la creación del seminario tradicionalista Collegium Traditionis en Viterbo, destinado a seminaristas que rechacen las enseñanzas del Concilio Vaticano II y las desviaciones atribuidas a Francisco. Mencionó que ya había dos seminaristas matriculados y comparó su iniciativa con la del arzobispo Marcel Lefebvre, excomulgado de la Iglesia católica por consagrar ilícitamente a cuatro obispos en 1988.
El 21 de diciembre de 2023, criticó la declaración Fiducia supplicans del Dicasterio para la Doctrina de la Fe del cardenal Víctor Manuel Fernández, que permite bendiciones a parejas (en referencia a dos personas) irregulares y del mismo sexo. Condenó la declaración como una presunción de salvación sin arrepentimiento, calificándola de pecado contra el Espíritu Santo y calificó al papa de ser un "falso profeta", "usurpador" y "servidor de Satanás", sugeriendo que el papa Francisco intenta transformar la Iglesia en una "Concubina del Nuevo Orden Mundial" y cuestionando las futuras implicaciones de estas bendiciones. Sugirió que podría haber intereses personales detrás del documento.
A inicios de enero de 2024, algunas fuentes[¿quién?] conjeturaron que Viganò había sido reconsagrado al episcopado condicionalmente por el obispo expulsado de la Fraternidad Sacerdotal San Pío X y excomulgado Richard Williamson (su excomunión junto con las excomuniones de los otros obispos consagrados por Lefebvre, fueron levantadas en 2009 por el papa Benedicto XVI, menos la de Lefebvre que sigue vigente. Williamson fue excomulgado nuevamente en 2015 después de ordenar ilícitamente a Jean-Michel Faure obispo sin mandato papal, incurriendo en una excomunión automática). La reconsagración condicional parece implicar que Viganò ahora cree que los sacramentos confeccionados a través del actual misal romano son de dudosa validez y, como tal, su propia consagración como obispo en 1992 por Juan Pablo II. Si las autoridades eclesiales confirman la noticia, Viganò estaría excomulgado latae sententiae. Viganò no negó la noticia y expresó su sorpresa por el interés en sus asuntos personales.
El 8 de enero de 2024, en una publicación en la red social X, pidió la detención del papa Francisco y del cardenal Fernández por la Guardia Suiza Pontificia.
En abril de 2024, Viganò tuvo una disputa en línea con el obispo de Superior, James Patrick Powers, a quien acusó de ser «un funcionario sórdido de la religión ecuménica» y «no un Sucesor de los Apóstoles, sino un servidor de la masonería» por permitir la participación de mujeres ojibwe en danzas tradicionales antes de una misa. James Powers defendió la tradición, explicando que dichas danzas han sido parte de las celebraciones diocesanas durante mucho tiempo y que el propio Viganò había asistido a un evento similar en 2016 sin expresar objeciones. Powers, en una carta pública, solicitó una disculpa de Viganò, calificando las acusaciones de "promover el chamanismo" como injustificadas y perjudiciales para los fieles. Powers también acusó a Viganò de ordenar ilícitamente al sacerdocio a Bryan Wallman, quien posteriormente estableció una ermita ilegal en Wisconsin.
El 20 de junio de 2024, Viganò anunció en su cuenta de X que el Dicasterio para la Doctrina de la Fe había iniciado un proceso penal canónico contra él por cisma. Las acusaciones incluían la negación de la legitimidad del papa Francisco, la ruptura de la comunión con él y el rechazo del Concilio Vaticano II. Viganò no negó las acusaciones, describiéndolas como una "insignia de honor" y criticando duramente el Concilio Vaticano II y la "Iglesia sinodal". El secretario de Estado de la Santa Sede, el cardenal Pietro Parolin, comentó sobre el asunto, lamentando la situación y recordando la anterior labor de Viganò como nuncio apostólico, donde había demostrado ser un trabajador fiel a la Santa Sede. Dos días después, Viganò dijo que no comparecería ante el Dicasterio para la Doctrina de la Fe, ya que no reconoce su «autoridad, ni de su prefecto ni de quien lo nombró».
El Dicasterio para la Doctrina de la Fe declaró el 4 de julio de 2024 la excomunión latae sententiae ex can. 1364 § 1 CIC al ser declarado culpable del delito reservado de cisma. Este veredicto le fue comunicado al día siguiente.